# Heren en vrouwen van Mierlo
De Heren en vrouwen van Mierlo bestuurden de heerlijkheid Mierlo vanaf circa 1220 tot 1920. In het begin bestond de heerlijkheid alleen uit het dorp Mierlo, maar aan het einde van de 14e eeuw werden de voormalige hertogsgebieden Hout en Broek bij Mierlo gevoegd. Het kasteel Mierlo is de hele tijd eigendom geweest van de heren en vrouwen.
De eerste heer van Mierlo was Roelof Rover van Rode, een ridder uit Sint-Oedenrode. Daarna bleef Mierlo enkele generaties in de familie tot het in 1335 door de kanunnik Goeswijn Moedel van Mierlo aan Otto van Cuijk werd verkocht. Maar al snel (1356) werd Mierlo doorverkocht aan Jan III Dickbier. Jan Dickbier was een lid van de rijke Bossche familie Dickbier en via zijn moeder Agnes van Mierlo rechtstreekse afstammeling van Roelof Rover van Rode.
Na de dood van de laatste Dickbier kwam Mierlo tijdelijk in handen van een aantal Brusselse families. Dit leverde een conflict op met de familie Van Grevenbroeck, die rechtstreeks afstamde van de familie Dickbier. Uiteindelijk kocht Raes van Grevenbroeck de heerlijkheid. De familie Van Grevenbroeck heeft Mierlo daarna een aantal generaties bestuurd, maar tijdens het bewind van de wrede Erasmus van Grevenbroeck besloot de Mierlose bevolking om de heerlijke rechten af te kopen. Dit gebeurde in 1617. Erasmus was daar natuurlijk niet blij mee en heeft tot zijn dood geprobeerd om Mierlo terug te krijgen. 
Zijn zoon lukte dit wel. In 1633 kwam Mierlo weer in handen van de familie Van Grevenbroeck, maar de heren hadden minder rechten dan voor de afkoop. De heren hebben jarenlang geprobeerd om alle rechten te herstellen. Door het huwelijk van Erasmus van Grevenbroeck jr. met Barbara van Scherpenzeel kwam de heerlijkheid in handen van de familie Van Scherpenzeel. Vooral Barbara van Scherpenzeel heeft een groot aantal heerlijke rechten hersteld. Na haar dood werd haar neef Gerard Norbert van Scherpenzeel Heer van Mierlo. Daardoor kwam een einde aan de rechtstreekse afstamming van Roelof Rover van Rode. De familie Van Scherpenzeel (later Van Scherpenzeel-Heusch) heeft tot de dood van de laatste vrouwe, Leopoldina Louisa van Scherpenzeel Heusch, in 1920 Mierlo bestuurd, maar na het einde van het ancien régime stelde dit nauwelijks iets voor. Wel heeft de gemeente Mierlo tot in de jaren '70 cijnsrechten moeten betalen aan de erfgenamen van de laatste vrouwe en haar echtgenoot.

## Lijst
Voor de voorouders van Roelof van Rode, zie Graafschap Rode
| Naam                                           | Leven            | Ambtstermijn        | Relatie tot voorganger                 | Opmerkingen                                                         |
| ---------------------------------------------- | ---------------- | ------------------- | -------------------------------------- | ------------------------------------------------------------------- |
| Roelof Rover van Rode                          | 1160 - 1220      | ?                   | zoon                                   |                                                                     |
| Hendrik I van Mierlo                           | 1195 - voor 1256 | 1220 - voor 1256    | zoon                                   | Ook Hendrik I van Rode genoemd                                      |
| Gooswijn Moedel van Mierlo                     |                  | voor 1256 - na 1266 | zoon                                   |                                                                     |
| Hendrik II van Mierlo                          |                  | voor 1286 - na 1331 | zoon                                   | Hoogschout van 's-Hertogenbosch                                     |
| Hendrik van Langel                             |                  | voor 1335 - 1335    | kleinzoon                              |                                                                     |
| Goeswijn Moedel van Mierlo                     |                  | 1335                | oom                                    | Kanunnik en deken                                                   |
| Otto van Cuijk                                 |                  | 1335 - 1350         | geen                                   | Heer van Cuijk                                                      |
| Jan III van Cuijk                              | 1295 - 1357      | 1350 - 1356         | zoon                                   | Heer van Cuijk                                                      |
| Jan III Dickbier                               |                  | 1356 - 1374         | kleinzoon van Hendrik II               | Hoogschout van 's-Hertogenbosch                                     |
| Hendrik Jan Dickbier                           |                  | 1374 - 1410         | zoon                                   |                                                                     |
| Hendrik Hendrik Dickbier                       |                  | 1410 - 1429         | zoon                                   |                                                                     |
| Jan IV Dickbier                                |                  | 1429 - 1438         | broer                                  | Hoogschout van 's-Hertogenbosch en raadsheer in de Raad van Brabant |
| Jan V Dickbier                                 |                  | 1438 - 1485         | zoon                                   |                                                                     |
| Jan Dickbier                                   |                  | 1485 - 1501         | neef                                   |                                                                     |
| Hendrik de Swaeff                              |                  | 1501 - 1510         | geen                                   | Hij woonde in Brussel.                                              |
| Johanna van der Eycken                         |                  | 1510 - 1518         | echtgenote                             | Ze bestuurde in naam van haar overleden man.                        |
| Eustaes de Rubempré                            |                  | 1518                | geen                                   | Waalse adel                                                         |
| Raes van Grevenbroeck                          |                  | 1518 - 1532         | achter-achterkleinzoon van Hendrik Jan |                                                                     |
| François van Grevenbroeck                      |                  | 1532 - 1552         | bastaardzoon                           | Regent namens Jan van Grevenbroeck                                  |
| Jan van Grevenbroeck                           |                  | 1532 - 1556         | zoon                                   |                                                                     |
| François van Grevenbroeck                      |                  | 1556 - ~1570        | vader                                  | Regent namens Erasmus van Grevenbroeck                              |
| Erasmus van Grevenbroeck                       |                  | 1556 - 1617         | kleinzoon                              |                                                                     |
| Heerlijke rechten afgekocht                    |                  | 1617 - 1633         |                                        |                                                                     |
| Johan van Grevenbroeck                         |                  | 1633 - 1648         | zoon                                   | Heerlijke rechten (deels) teruggekregen                             |
| Dirk van Grevenbroeck                          |                  | 1648 - 1658         | zoon                                   |                                                                     |
| Cornelis van Grevenbroeck                      |                  | 1658 - 1669         | oom                                    | Regent namens Erasmus van Grevenbroeck jr.                          |
| Erasmus van Grevenbroeck jr.                   |                  | 1658 - 1674         | zoon                                   |                                                                     |
| Barbara van Scherpenzeel                       |                  | 1674 - 1753         | echtgenote                             | Groot deel heerlijke rechten teruggekregen                          |
| Gerard Norbert van Scherpenzeel                | 1677 - 1740      | 1736 - 1740         | neef                                   |                                                                     |
| Barbara Catharina van Baussele                 | 1699 - 1752      | 1740 - 1752         | echtgenote                             | regent namens Hendrik Jan Francis van Scherpenzeel                  |
| Hendrik Jan Francis van Scherpenzeel           | 1735 - 1776      | 1752 - 1765         | zoon                                   |                                                                     |
| Jean Louis Carolus de Heusch                   | 1723 - 1775      | 1765 - 1775         | zwager                                 | Heer van Zangerije, Gellik en Eigenbilzen                           |
| Ida Francisca van Scherpenzeel                 | 1727 - 1791      | 1775 - 1791         | echtgenote                             |                                                                     |
| Maria Gerardus Carolus van Scherpenzeel-Heusch | 1759 - 1810      | 1792 - 1810         | zoon                                   | Afschaffing van het ancien régime                                   |
| Joannes Ludovicus van Scherpenzeel-Heusch      | 1799 - 1872      | 1810 - 1872         | zoon                                   |                                                                     |
| Leopoldina Louisa van Scherpenzeel-Heusch      | 1836 - 1920      | 1872 - 1920         | dochter                                | gehuwd met Stephan d'Alcantara                                      |